# Ikarie
Ikarie byl český literární časopis vydávaný nakladatelstvím Mladá fronta v letech 1990 až 2010. Byl zaměřen na science fiction, fantasy a hororovou literární tvorbu.

## Vznik
Z iniciativy několika spisovatelů a fanoušků science fiction (Ondřej Neff, Pavel Kosatík, Jaroslav Olša, jr., Ivan Adamovič, Vlado Ríša, Vlastimír Talaš) byl založen v roce 1990 nový časopis, určený pro čtenáře sci-fi, fantasy a hororu. Navázal na fanzin Ikarie XB, jehož čtyři čísla vyšla v letech 1986–89, a jehož redakci tvořila prakticky stejná skupina (Jaroslav Olša, jr. jako šéfredaktor, Ondřej Neff zodpovědný za filmovou tvorbu, Ivan Adamovič jako editor zahraničních povídek, Pavel Kosatík co by editor české science fiction a Alexandre Hlinka, který časopis zaštiťoval jako předseda SFK ADA při 405. ZO Svazarmu). Název si fanzin zvolil po českém vědeckofantastickém filmu Ikarie XB 1 a aby působil dojmem neperiodické publikace měnil svůj název z Ikarie XB-1 na Ikarie XB-2 atd. 
O názvu profesionálního science fiction měsíčníku se v prvních měsících roku 1990 vedly dlouhé diskuse, nakonec ale byl vybrán název Ikarie a tím byla potvrzena obsahová i redakční návaznost na fanzin Ikarie XB. Současně ale do obsahu prvních čísel (včetně obálky vůbec prvního čísla) byla převzata řada nepublikovaných materiálů plánovaných do dalších čísel už nevydaného občasníku Svět fantastiky, který začal vycházet v roce 1989 a po vydání tří čísel zanikl.
Prvním šéfredaktorem Ikarie byl v letech 1990–1993 Ondřej Neff, od roku 1993 do roku 2010 Vlado Ríša. Časopis své zázemí nalezl v nakladatelství Mladé fronty. S ohledem na tehdejší situaci nejdříve Ondřej Neff založil tzv. Syndikát autorů fantastiky v domnění, že bez zaštiťující organizace časopis vydávat nelze, což se ukázalo jako zbytečné a Syndikát v principu nikdy nezačal existovat.  Přestože se členové původní redakce Ikarie XB (až na Alexandre Hlinku) aktivně podíleli na přípravě vydávání nové Ikarie, z jejích členů v ní déle setrval pouze Ivan Adamovič a Ondřej Neff. Pavel Kosatík opustil redakci prakticky ihned po založení časopisu, aby se mohl věnovat své vlastní literární a publicistické tvorbě, Jaroslav Olša, jr. jej následoval kvůli svým studiím v zahraničí na konci roku 1990 a na jejich místa nastoupili postupně Vlado Ríša, Eva Hauserová a později Jaroslav Jiran. Šéfredaktor Ondřej Neff postupně předal své funkce Vladovi Ríšovi.

## Obsah časopisu
Vedle povídek, které byly jeho hlavní náplní, obsahoval také recenze na knihy, filmy a počítačové hry, pozvánkou a hodnocením různých SF akcí Československého fandomu a další rubriky. Občas byl doplněn anketou pro čtenáře a v malé míře i reklamou. Časopis byl ilustrován, s barevnou obálkou. Některá čísla obsahovala skládané barevné postery.

## Soutěž Ikaros
Ikarie byla jednou z mála možností pro začínající spisovatele, jak mohou prezentovat svoji tvorbu. Pro všechny české autory tu byla soutěž Ikaros, do které mohli zaslat své povídky. Její uzávěrka bývala vždy v květnu, slavnostní vyhlášení pak bylo obvykle na podzim a během následujícího roku v Ikarii vycházely vítězné povídky.

## Negativa
Za dobu své existence Ikarie prošla mnohými změnami, které byly obvykle provázeny výrazným zdražením.  V listopadu 2010 rozhodl majitel MF František Savov vydávání časopisu ze dne na den ukončit. Vydavatelství si však na jeho pokyn ponechalo značku časopisu i kmen předplatitelů. Odmítlo obojí prodat redakci, která chtěla ve vydávání pokračovat. Nikdy značku ani kmen nepoužilo.
Za 21 let existence bylo vydáno 247 čísel.

## Redakce
Redaktory v roce 2010 mimo Vlado Ríši byli Jaroslav Jiran a externě i Martin Šust. Redakce sídlila v Praze 4.

## Nástupce časopisu
Redakční rada na webu Sarden (původně sci-fi rubrika a stránka pod Neviditelným psem) oznámila záměr přejít pod jiného vydavatele a vydávat časopis XB-1. Jeho první číslo (označené jako 12.) bylo vydáno 5. prosince 2010. Redakční rada je stejná, jako u předchůdkyně.